# Celeja
Celeja (celotno latinsko ime Municipium Claudium Celeia) je bilo rimsko mesto na področju današnjega Celja. Obljudeno je bilo od 1. stoletja pr. n. št. do 5. ali 6. stoletja.
Prvotna naselbina je nastala v halštatski dobi in se je imenovala Keleia. Bila je del sprva keltske državne tvorbe, kasneje pa rimske province Norika. V 1. stoletju pr. n. št. so jo zavzeli Rimljani in jo preimenovali v Civitas Celeia.
Mestne pravice je pod imenom municipium Claudia Celeia dobilo leta 45, med vladavino rimskega cesarja Klavdija (10 pr. n. št.-54, vladal 41-54). Ohranjeni napisi navajajo, da je bila antična Celeia bogato in gosto naseljeno mesto, zavarovano z obzidjem in stolpi, z večnadstropnimi palačami, širokimi trgi in ulicami. Imenovali so jo »mala« ali »druga Troja« - Troia secunda.
Mesto je bilo križišče pomembnih cest, ki so se tukaj stekale z vseh strani. Iz Emone je peljala cesta preko Trojan (Atrans) in Savinjske doline. Proti jugu je šla pot po soteski Savinje proti Rimskim Toplicam in čez Savo v Drnovo pri Krškem (Neviodunum). Skrb za ceste in njihovo vzdrževanje potrjujejo številni ob njih najdeni miljniki. Bogato najdišče teh sta bili Škofja vas pri Celju in Ivenca. Tudi v samem mestu so našli dva miljnika. Največjo skrb so cestam posvečali za časa vladarjev Trajana, Hadrijana, Antonina Pija, Marka Avrelija in Septimija Severa, torej v 2. in 3. stoletju. V samem mestu so bile poleg naštetih cest, ki so se križale v njem, tudi tlakovane ulice, pod katerimi je bilo bogato omrežje odtočnih kanalov, ki so delno še danes v rabi.
Celeia je kmalu postala ena od najbolj cvetočih rimskih kolonij. V 2. stoletju je mesto doseglo največji obseg in razcvet. Njegove približne meje: na južni strani je šla meja po obronkih Miklavškega hriba, kjer je stalo še danes vidno Herkulovo svetišče, na vzhodni je potekala ob Voglajni, na zahodni je šla ob Gregorčičevi ulici, na severu pa je mesto segalo do današnje Aškerčeve ulice, od koder izvira tudi največ napisnih kamnov. Prostor ob severnem delu meje (Stanetova ulica) je bil verjetno forum.
V času velikih selitev v 5. in 6. stoletju je bilo mesto porušeno.

## Družbena zgradba
Etnični sestav prebivalstva je bil precej pester. Zelo veliko je bilo Keltov, ki pa so se ob rimski zasedbi asimilirali z Rimljani, pri tem pa ohranili svoje etnične prvine. Številčno so bili Kelti zdaleč močnejši, saj se je Rimljanov preselilo k nam le malo. Sodeč po materialnih virih je bilo sožitje med njimi in Rimljani dokaj dobro. To potrjujejo medsebojne poroke in pomembne službe, ki so jih Kelti zasedali v rimski upravi in javnem življenju.
Na čelu rimske uprave mesta sta bila duo viri iure dicundo, pomagala pa sta dva edila. Vsi štirje so imeli v pomembnejših zadevah le izvršilno oblast in so delali po navodilih mestnega sveta - ordo decurionum. Člani mestnega sveta so se imenovali decuriones in so opravljali to službo do smrti. V mestni svet so lahko prišli le pripadniki premožnejšega patricijskega sloja in je članstvo v njem kmalu postalo dedno. V mestu so živeli tudi priseljenci (cives; incolae), nekateri celo iz Sirije, Grčije in Afrike, in seveda še sužnji, ki so bili popolnoma brezpravni, čeprav so opravljali večino del in je bila blaginja odvisna prav od njihovega dela. Če se je suženj posebno odlikoval, ga je gospodar osvobodil. Postal je osvobojenec (libertinus), s čimer se je njegov družbeni položaj bistveno izboljšal. Sužnji niso bili zasebni, imelo jih je tudi mesto.

## Gospodarstvo
V Celeji je delovalo večje število obrtnikov. Zelo razvite so bile lončarska, kovaška, zidarska, prav posebno pa še klesarska obrt. Kamnoseki so opravljali vsa klesarska dela za potrebo mesta in okolice. Sodeč po dosedanjih najdbah so bile vse delavnice na današnjem Bregu. V zvezi z obrtniškimi združenji je zanimiva njihovemu božanstvu Vulkanu posvečena napisna plošča. Podobna plošča je bila posvečena Merkurju, varuhu trgovcev.

## Religija
Ko so Rimljani prišli na Slovensko, so začeli uveljavljati tudi svojo vero. Skoraj na vseh posvetilnih žrtvenikih srečujemo ime najvišjega med bogovi - Jupitra (Jupiter Optimus Maksimus). Poleg Jupitra so častili še boga ognja in kovaštva Vulkana, boga trgovine, zaščitnika trgovcev in popotnikov Merkurja, boga vojne Marsa, boga vod Neptun in boginjo zmage Viktorijo. Hiše so jim varovali Lari.
Bogove so radi upodabljali in z njihovimi kipi krasili svetišča, pa tudi svoje domove. V mestu je bilo tedaj več večjih stavb, od katerih je Marsov tempelj slovel v celotnem Rimskem imperiju. Poleg božanstev, ki so jih prinesli k nam Rimljani, so ostala v časti tudi stara, od Keltov podedovana božanstva. Epona je bila boginja konj, častili so sveto Norejo (Noreia Sancta) in sveto oz. božansko Celejo (Celeia Sancta). Štirje v Celju najdeni reliefi, ki predstavljajo rogatega vodnega boga Aheloja, so verjetno v zvezi s čaščenjem reke Savinje, ki je prebivalcem povzročala zaradi poplavljanja nemalo skrbi, dejstvo, ki obremenjuje mesto še dandanes.
Številnim božanstvom se je ob koncu 2. stoletja pridružil še sončni, odrešujoči in nepremagljivi bog Mitra - nepremagljiv kot Sonce samo, katerega čaščenje je prodrlo k nam z vzhoda. Največ častilcev je bilo med vojaki, ki so ta kult najbolj razširjali. Svetišča v Celju niso odkrili, vendar pričata dva napisa o njegovem čaščenju tudi v tem mestu.
Istočasno z Mitrovim kultom je prodiralo k nam krščanstvo. Vendar ni v Celju nobenih tvarnih dokazov zanj pred Konstantinom Velikim (313 - 337), ki je Celeio okoli leta 320 pripojil Ogleju.
Uspeh krščanstva je pripisovati predvsem temu, da je prevzelo mnoga rimska božanstva, ki so bila pri ljudstvu najbolj priljubljena, v vrsto svojih svetnikov.